# Клыковская
Клыковская — деревня в Виноградовском районе Архангельской области. Входит в состав Рочегодского сельского поселения.

## География
Деревня расположена в центре Виноградовского района, на левом берегу реки Топса, к востоку от деревни Топса.

## Население
Численность населения деревни, по данным Всероссийской переписи населения 2010 года, составляла 14 человек. В 2009 году числилось 7 чел., из них — 2 пенсионера.

### Карты
- Клыковская (Тикутиха). Публичная кадастровая карта
- [mapp38.narod.ru/map1/index51.html P-38-51,52. (Лист Сергеевская)]
- Клыковская на Wikimapia Архивировано 25 августа 2011 года.